# Murgisca cervinalis
Murgisca cervinalis är en fjärilsart som beskrevs av Walker 1863. Murgisca cervinalis ingår i släktet Murgisca och familjen mott. Inga underarter finns listade i Catalogue of Life.